# Placodontia
Placodontia é uma ordem de répteis aquáticos encontrados no período Triássico. Sua posição taxonômica entre os plesiossauros ainda é controversa. Assemelhavam-se aos Testudines na aparência, visto que algumas espécies (como o Henodus e o Placochelys), possuiam uma couraça corpórea tão ampla quanto a dos quelônios, mas que era composta por um mosaico de pequenos ossos dérmicos poligonais e não por grandes placas como as dos Testudines. Eram animais corpulentos, com pescoço curto e cauda longa, achatada lateralmente.

## Classificação
- Classe Sauropsida
  - Superordem Sauropterygia
    - ORDEM PLACODONTIA Cope, 1871
      - Gênero Saurosphargis Huene, 1936
      - Família Paraplacodontidae Peyer e Kuhn-Schnyder, 1955
        - Gênero Paraplacodus Peyer, 1931

      - Família Placodontidae Cope, 1871
        - Genus Placodus Agassiz, 1833

      - Superfamília Cyamodontoidea Nopcsa, 1923
        - Família Henodontidae Huene, 1948
          - Gênero Henodus Huene, 1936

        - Família Cyamodontidae Nopcsa, 1923
          - Gênero Cyamodus von Meyer, 1863
          - Gênero Protenodontosaurus Pinna, 1990

        - Família Placochelyidae Jaekel, 1907
          - Gênero Placochelys Jaekel, 1902
          - Gênero Psephoderma Meyer, 1858

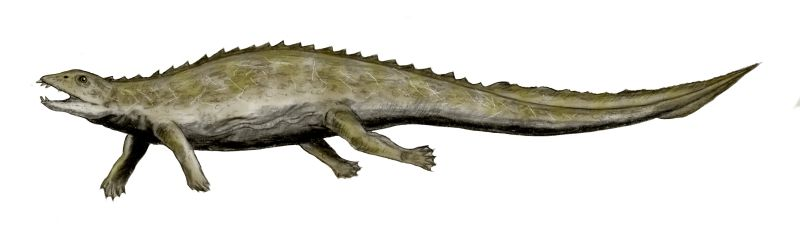
Placodus

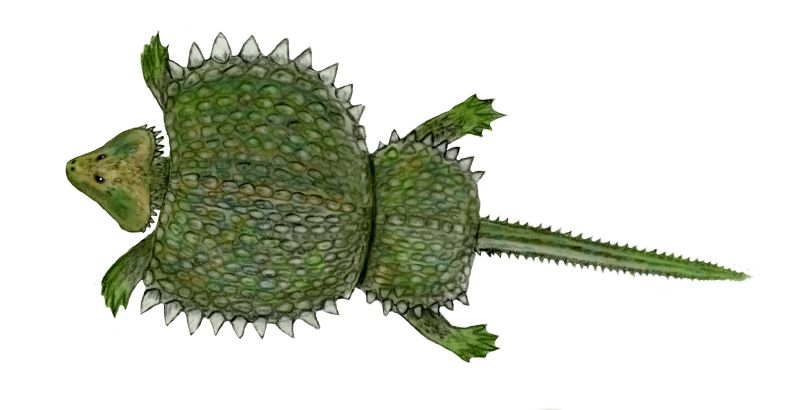
Cyamodus

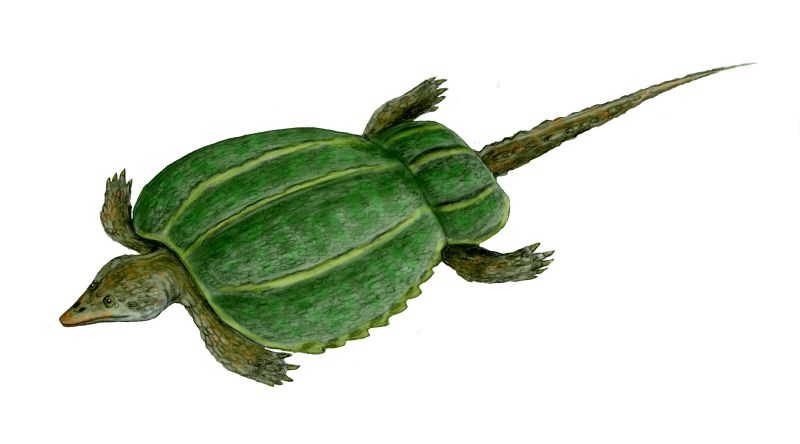
Psephoderma